# Acartauchenius hamulifer
Acartauchenius hamulifer är en spindelart som först beskrevs av Denis 1937.  Acartauchenius hamulifer ingår i släktet Acartauchenius och familjen täckvävarspindlar.
Artens utbredningsområde är Algeriet. Inga underarter finns listade i Catalogue of Life.